# Ślubowanie olimpijskie
Ślubowanie olimpijskie jest składane przez jednego z zawodników oraz jednego z sędziów podczas ceremonii otwarcia igrzysk olimpijskich.
Sportowiec i sędzia, reprezentujący kraj organizujący igrzyska, trzyma róg flagi olimpijskiej i składa przysięgę. Sędzia, z kraju goszczącego igrzyska, także składa przysięgę.

## Historia
Pierwszą wersję przysięgi olimpijskiej ułożył Pierre de Coubertin, a złożył ją zawodnik Victor Boin w 1920 r. podczas Letnich Igrzysk Olimpijskich w 1920 r. w Antwerpii. Sędziowie pierwszy raz składali przysięgę w czasie Letnich Igrzysk Olimpijskich w 1972 r. w Monachium.
W późniejszym okresie, słowo „kraj” zmieniono na „drużynę”. Ostatnią część ślubowania, dotyczącą zakazu dopingu, dodano w czasie Letnich Igrzysk Olimpijskich w 2000 roku.

## Mówcy
Lista zawodników i sędziów, którzy składali ślubowanie olimpijskie znajduje się poniżej. Jako że konkurencje hipiczne w 1956 roku odbywały się w Sztokholmie (igrzyska odbywały się w tym roku w Australii), przysięga była wygłaszana przez 2 osoby.
| Igrzyska                         | Zawodnik                | Sędzia                 | Trener             |
| -------------------------------- | ----------------------- | ---------------------- | ------------------ |
| Letnie Igrzyska Olimpijskie 1920 | Victor Boin             | –                      | –                  |
| Zimowe Igrzyska Olimpijskie 1924 | Camille Mandrilon       | –                      | –                  |
| Letnie Igrzyska Olimpijskie 1924 | Géo André               | –                      | –                  |
| Zimowe Igrzyska Olimpijskie 1928 | Hans Eidenbenz          | –                      | –                  |
| Letnie Igrzyska Olimpijskie 1928 | Henri Dénis             | –                      | –                  |
| Zimowe Igrzyska Olimpijskie 1932 | Jack Shea               | –                      | –                  |
| Letnie Igrzyska Olimpijskie 1932 | George Calnan           | –                      | –                  |
| Zimowe Igrzyska Olimpijskie 1936 | Wilhelm Bogner          | –                      | –                  |
| Letnie Igrzyska Olimpijskie 1936 | Rudolf Ismayr           | –                      | –                  |
| Zimowe Igrzyska Olimpijskie 1948 | Bibi Torriani           | –                      | –                  |
| Letnie Igrzyska Olimpijskie 1948 | Donald Finlay           | –                      | –                  |
| Zimowe Igrzyska Olimpijskie 1952 | Torbjørn Falkanger      | –                      | –                  |
| Letnie Igrzyska Olimpijskie 1952 | Heikki Savolainen       | –                      | –                  |
| Zimowe Igrzyska Olimpijskie 1956 | Giuliana Chenal-Minuzzo | –                      | –                  |
| Letnie Igrzyska Olimpijskie 1956 | John Landy              | –                      | –                  |
| Letnie Igrzyska Olimpijskie 1956 | Henri Saint Cyr         | –                      | –                  |
| Zimowe Igrzyska Olimpijskie 1960 | Carol Heiss             | –                      | –                  |
| Letnie Igrzyska Olimpijskie 1960 | Adolfo Consolini        | –                      | –                  |
| Zimowe Igrzyska Olimpijskie 1964 | Paul Aste               | –                      | –                  |
| Letnie Igrzyska Olimpijskie 1964 | Takashi Ono             | –                      | –                  |
| Zimowe Igrzyska Olimpijskie 1968 | Leo Lacroix             | –                      | –                  |
| Letnie Igrzyska Olimpijskie 1968 | Pablo Garrido           | –                      | –                  |
| Zimowe Igrzyska Olimpijskie 1972 | Keiichi Suzuki          | Fumio Asaki            | –                  |
| Letnie Igrzyska Olimpijskie 1972 | Heidi Schüller          | Heinz Pollay           | –                  |
| Zimowe Igrzyska Olimpijskie 1976 | Werner Delle-Karth      | Willy Köstinger        | –                  |
| Letnie Igrzyska Olimpijskie 1976 | Pierre St.-Jean         | Maurice Fauget         | –                  |
| Zimowe Igrzyska Olimpijskie 1980 | Eric Heiden             | Terry McDermott        | –                  |
| Letnie Igrzyska Olimpijskie 1980 | Nikołaj Andrianow       | Aleksandr Miedwied     | –                  |
| Zimowe Igrzyska Olimpijskie 1984 | Bojan Križaj            | Dragan Perovic         | –                  |
| Letnie Igrzyska Olimpijskie 1984 | Edwin Moses             | Sharon Weber           | –                  |
| Zimowe Igrzyska Olimpijskie 1988 | Pierre Harvey           | Suzanna Morrow-Francis | –                  |
| Letnie Igrzyska Olimpijskie 1988 | Hur Jae                 | Lee Hak-Rae            | –                  |
| Zimowe Igrzyska Olimpijskie 1992 | Surya Bonaly            | Pierre Bornat          | –                  |
| Letnie Igrzyska Olimpijskie 1992 | Luis Doreste Blanco     | Eugeni Asensio         | –                  |
| Zimowe Igrzyska Olimpijskie 1994 | Vegard Ulvang           | Kari Karing            | –                  |
| Letnie Igrzyska Olimpijskie 1996 | Teresa Edwards          | Hobie Billingsly       | –                  |
| Zimowe Igrzyska Olimpijskie 1998 | Kenji Ogiwara           | Junko Hiramatsu        | –                  |
| Letnie Igrzyska Olimpijskie 2000 | Rechelle Hawkes         | Peter Kerr             | –                  |
| Zimowe Igrzyska Olimpijskie 2002 | Jimmy Shea              | Allen Church           | –                  |
| Letnie Igrzyska Olimpijskie 2004 | Zoe Dimoschaki          | Lazaros Voreadis       | –                  |
| Zimowe Igrzyska Olimpijskie 2006 | Giorgio Rocca           | Fabio Bianchetti       | –                  |
| Letnie Igrzyska Olimpijskie 2008 | Zhang Yining            | Huang Lipeng           | –                  |
| Zimowe Igrzyska Olimpijskie 2010 | Hayley Wickenheiser     | Michel Verrault        | –                  |
| Letnie Igrzyska Olimpijskie 2012 | Sarah Stevenson         | Mik Basi               | –                  |
| Zimowe Igrzyska Olimpijskie 2014 | Rusłan Zacharow         | Wiaczesław Wiedienin   | Anastasija Popkowa |
| Letnie Igrzyska Olimpijskie 2016 | Robert Scheidt          | Martinho Nobre         | –                  |